# جزيرة غانغهوا
جزيرة غانغهوا هي جزيرة في خور نهر الهان على الشاطئ الغربي لكوريا الجنوبية. الجزيرة مفصولة عن مدينة غمبو في البر الرئيسي بقناة ضيقة، وكلتاهما موصولتان بجسر. يفصلُ نهرُ الهان أيضاً الجزيرةَ عن مدينة كايسونغ في كوريا الشمالية.

## المناخ
يظهر الجدول التالي التغييرات المناخية على مدار السنة لجزيرة غانغهوا:
| البيانات المناخية لـجزيرة غانغهوا                                             | البيانات المناخية لـجزيرة غانغهوا | البيانات المناخية لـجزيرة غانغهوا | البيانات المناخية لـجزيرة غانغهوا | البيانات المناخية لـجزيرة غانغهوا | البيانات المناخية لـجزيرة غانغهوا | البيانات المناخية لـجزيرة غانغهوا | البيانات المناخية لـجزيرة غانغهوا | البيانات المناخية لـجزيرة غانغهوا | البيانات المناخية لـجزيرة غانغهوا | البيانات المناخية لـجزيرة غانغهوا | البيانات المناخية لـجزيرة غانغهوا | البيانات المناخية لـجزيرة غانغهوا | البيانات المناخية لـجزيرة غانغهوا |
| الشهر                                                                         | يناير                             | فبراير                            | مارس                              | أبريل                             | مايو                              | يونيو                             | يوليو                             | أغسطس                             | سبتمبر                            | أكتوبر                            | نوفمبر                            | ديسمبر                            | المعدل السنوي                     |
| ----------------------------------------------------------------------------- | --------------------------------- | --------------------------------- | --------------------------------- | --------------------------------- | --------------------------------- | --------------------------------- | --------------------------------- | --------------------------------- | --------------------------------- | --------------------------------- | --------------------------------- | --------------------------------- | --------------------------------- |
| الدرجة القصوى °م (°ف)                                                         | 12.6 (54.7)                       | 17.4 (63.3)                       | 22.3 (72.1)                       | 29.2 (84.6)                       | 31.0 (87.8)                       | 33.2 (91.8)                       | 35.5 (95.9)                       | 35.8 (96.4)                       | 31.7 (89.1)                       | 28.0 (82.4)                       | 23.8 (74.8)                       | 16.0 (60.8)                       | 35.8 (96.4)                       |
| متوسط درجة الحرارة الكبرى °م (°ف)                                             | 1.2 (34.2)                        | 4.1 (39.4)                        | 9.4 (48.9)                        | 16.3 (61.3)                       | 21.3 (70.3)                       | 25.4 (77.7)                       | 27.5 (81.5)                       | 29.0 (84.2)                       | 25.3 (77.5)                       | 19.3 (66.7)                       | 11.2 (52.2)                       | 4.1 (39.4)                        | 16.2 (61.2)                       |
| المتوسط اليومي °م (°ف)                                                        | −3.8 (25.2)                       | −1.0 (30.2)                       | 4.3 (39.7)                        | 10.7 (51.3)                       | 15.9 (60.6)                       | 20.3 (68.5)                       | 23.5 (74.3)                       | 24.5 (76.1)                       | 19.8 (67.6)                       | 13.4 (56.1)                       | 6.0 (42.8)                        | −0.8 (30.6)                       | 11.1 (52.0)                       |
| متوسط درجة الحرارة الصغرى °م (°ف)                                             | −8.7 (16.3)                       | −6.1 (21.0)                       | −0.9 (30.4)                       | 5.1 (41.2)                        | 10.8 (51.4)                       | 15.8 (60.4)                       | 20.4 (68.7)                       | 20.8 (69.4)                       | 15.1 (59.2)                       | 7.8 (46.0)                        | 0.8 (33.4)                        | −5.6 (21.9)                       | 6.3 (43.3)                        |
| أدنى درجة حرارة °م (°ف)                                                       | −22.5 (−8.5)                      | −19.4 (−2.9)                      | −11.3 (11.7)                      | −4.4 (24.1)                       | 1.6 (34.9)                        | 6.9 (44.4)                        | 12.7 (54.9)                       | 12.5 (54.5)                       | 3.0 (37.4)                        | −4.2 (24.4)                       | −12.0 (10.4)                      | −19.8 (−3.6)                      | −22.5 (−8.5)                      |
| الهطول مم (إنش)                                                               | 17.7 (0.70)                       | 19.2 (0.76)                       | 39.6 (1.56)                       | 66.9 (2.63)                       | 108.8 (4.28)                      | 123.4 (4.86)                      | 358.2 (14.10)                     | 326.6 (12.86)                     | 165.4 (6.51)                      | 51.2 (2.02)                       | 50.7 (2.00)                       | 18.8 (0.74)                       | 1٬346٫7 (53.02)                   |
| متوسط أيام هطول الأمطار (≥ 0.1 mm)                                            | 5.7                               | 4.7                               | 6.2                               | 6.7                               | 8.4                               | 8.7                               | 13.9                              | 12.0                              | 7.3                               | 5.7                               | 7.0                               | 6.6                               | 92.9                              |
| متوسط الأيام المثلجة                                                          | 7.3                               | 4.3                               | 2.4                               | 0.2                               | 0.0                               | 0.0                               | 0.0                               | 0.0                               | 0.0                               | 0.1                               | 1.5                               | 5.1                               | 20.6                              |
| متوسط الرطوبة النسبية (%)                                                     | 66.1                              | 63.0                              | 62.9                              | 62.8                              | 69.5                              | 75.3                              | 82.7                              | 80.3                              | 74.8                              | 69.9                              | 68.2                              | 67.3                              | 70.2                              |
| ساعات سطوع الشمس الشهرية                                                      | 179.8                             | 188.3                             | 218.3                             | 233.3                             | 241.4                             | 221.0                             | 173.2                             | 201.3                             | 214.4                             | 220.4                             | 170.0                             | 165.9                             | 2٬431٫5                           |
| نسبة وصول أشعة الشمس                                                          | 58.7                              | 61.8                              | 58.9                              | 59.0                              | 54.8                              | 50.0                              | 38.6                              | 47.7                              | 57.4                              | 63.3                              | 55.7                              | 55.6                              | 54.6                              |
| المصدر: Korea Meteorological Administration (percent sunshine and snowy days) |                                   |                                   |                                   |                                   |                                   |                                   |                                   |                                   |                                   |                                   |                                   |                                   |                                   |